# ТЕС Юнкшен-Роад
39°7′1″ пд. ш. 174°6′14″ сх. д. / 39.11694° пд. ш. 174.10389° сх. д.
ТЕС Юнкшен-Роад (Junction Road) – теплова електростанція на Північному острові Нової Зеландії.
В 2020-му на майданчику ТЕС запустили дві встановлені на роботу у відкритому циклі газові турбіни General Electric LM6000 потужністю по 50 МВт. Станція передусім призначена для роботи у піковому режимі.
Як паливо використовують природний газ, що надходить по перемичці діаметром 300 мм від газопроводу Мауї.
Видача продукції відбувається по ЛЕП, що працює під напругою 110 кВ.